# Aaron Carter
Pour les articles homonymes, voir Carter.
Aaron Carter, né le 7 décembre 1987 à Tampa en Floride et mort le 5 novembre 2022 à Lancaster en Californie, est un chanteur, compositeur et acteur américain, devenu populaire vers la fin des années 1990, et plus encore dans les années 2000. Il est le frère cadet de Nick Carter, membre du groupe pop Backstreet Boys.

## Biographie

### Famille
Aaron Charles Carter est né, avec sa sœur jumelle Angel Carter, le 7 décembre 1987 au General Hospital de Tampa en Floride, de Robert Gene Carter, dit Bob, (1952-2017) et de Jane Elizabeth Spaulding. La famille est originaire de New York. Il est prénommé Aaron en référence à son grand-père paternel, Aaron Charles Carter, et Charles en référence à son grand-père maternel, Charles Spaulding. Il a des ancêtres anglais, irlandais et allemands du côté de sa mère, gallois du côté de son père.
Aaron Carter est le frère de Nickolas Gene Carter (1980), chanteur, membre des Backstreet Boys, de B.J. Bobbie, alias de Roberta Jean Carter (1982-2023), de Leslie Barbara Carter (1986-2012), chanteuse, et d'Angel Charisma Carter (1987), mannequin, sa jumelle. Il a également une demi-sœur, "Ginger" Virginia Carter (1972), née d'un précédent mariage de son père, et un demi-frère, Kanden Brent Carter (2005), né d'un troisième mariage de son père.

### Carrière
Sa carrière musicale commence vers l'âge de sept ans : il est alors le chanteur d'un groupe baptisé Dead End. Trois ans plus tard, en 1997, il fait la première partie du concert des Backstreet Boys à Berlin. À l'automne de la même année, il sort son premier titre, Crush on You.
Son premier album, Aaron Carter, sort en décembre 1997. Il devient disque d'or en Norvège, en Espagne, au Danemark, au Canada et en Allemagne. L'album est réédité aux États-Unis en juin 1998.
En mai 1998, il enregistre le titre Let The Music Heal Your Soul, un projet de levée de fonds auquel participent les Backstreet Boys, *NSYNC, les Moffats et d'autres artistes.
Aaron's Party voit le jour en septembre 2000, étiqueté Jive Records. L'album devient triple album de platine avec 900 000 exemplaires vendus. Cet album permet aux Français de le découvrir sur la scène française grâce à son unique concert en France organisé par la chaîne Canal J.
En août 2001, c'est Oh Aaron qui arrive dans les bacs. C'est aussi son premier duo avec son frère Nick. Oh, Aaron est suivi en mars 2002 d'un DVD du même nom, qui inclut des séquences de son concert de 2001 à Bâton-Rouge (Louisiane), ainsi que des clips et des interviews.

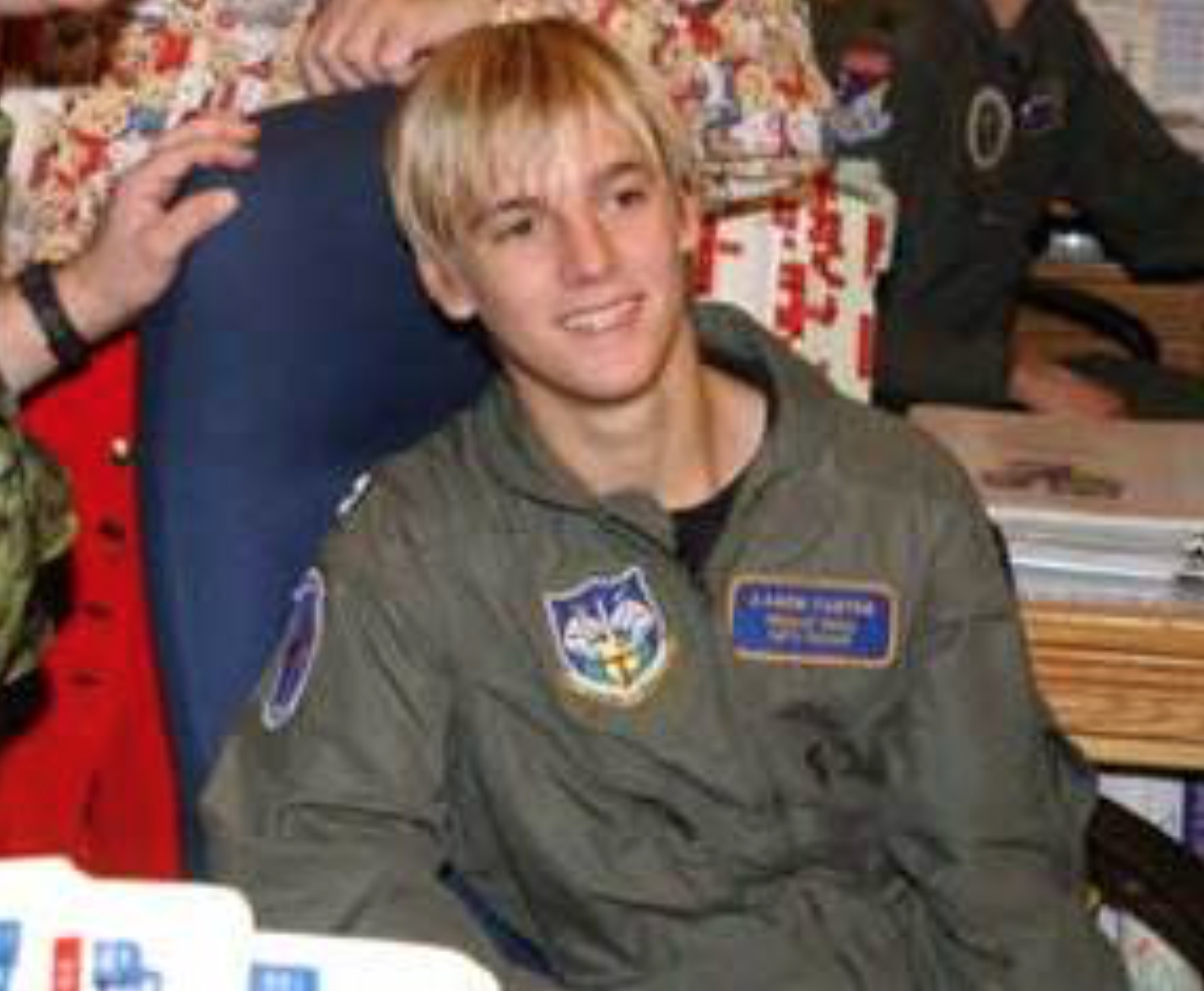
Aaron Carter en 2002.

Son album suivant, Another Earthquake sort en septembre 2002 à l'occasion de la tournée Rock, Rap, and Retro. On trouve notamment sur cet album America AO, chanson au thème patriotique, et la ballade Do You Remember.
Most Requested Hits apparaît en novembre 2003. C'est une compilation des meilleurs morceaux de ses trois derniers albums. On y trouve en plus un nouveau titre, One Better, ainsi qu'un duo avec son frère Nick, She Wants Me.
Son single Saturday Night sort en mars 2005. Ce titre apparaît également dans la bande originale du film Popstar.
Un nouveau best-of, intitulé Come Get It: The Very Best of Aaron Carter, sort en janvier 2006.
Il a fait partie de la neuvième saison de Dancing with the Stars, qui a débuté le 21 septembre 2009, où 16 célébrités s'affrontent en musique dance. À ses côtés il y eut notamment l'actrice Debi Mazar.
En 2009 et 2010, il sort les titres Dancing with Me feat. Flo Rida et Planet Rock, qui présentent un avant goût du nouveau son d'Aaron.
En 2011, il joue le rôle de Matt dans la comédie musicale The Fantasticks.
Depuis 2013, il se produit dans tout le continent américain avec sa tournée The After Party Tour.
Aaron Carter fait son retour en studio en 2016 et publie le single Fool's Gold puis l'EP LøVë en février 2017.

### Vie privée
Le 5 août 2017, il fait son coming out en tant que bisexuel dans un message publié sur Twitter. Le 18 décembre, il fait une apparition sur le podcast LGBTQ&A pour discuter à la fois de sa carrière et de sa sexualité,,. Il réaffirme publiquement sa bisexualité à au moins une autre occasion, expliquant cependant avoir été « mal compris » et précise qu'il n'a jamais eu de relations qu'avec des femmes, : il a notamment été en couple avec Hilary Duff, Lindsay Lohan et Kari Ann Peniche (en).
Aaron Carter était victime de diffamation et de cyberintimidation sur les réseaux sociaux, depuis qu'il avait dénoncé des faits d'agressions sexuelles.

### Mort
Aaron Carter est retrouvé mort dans sa résidence de Lancaster en Californie le 5 novembre 2022.
L'autopsie conclut à une mort par noyade accidentelle, consécutive à l'inhalation de difluoroéthane et à l'ingestion d'alprazolam.

## Discographie

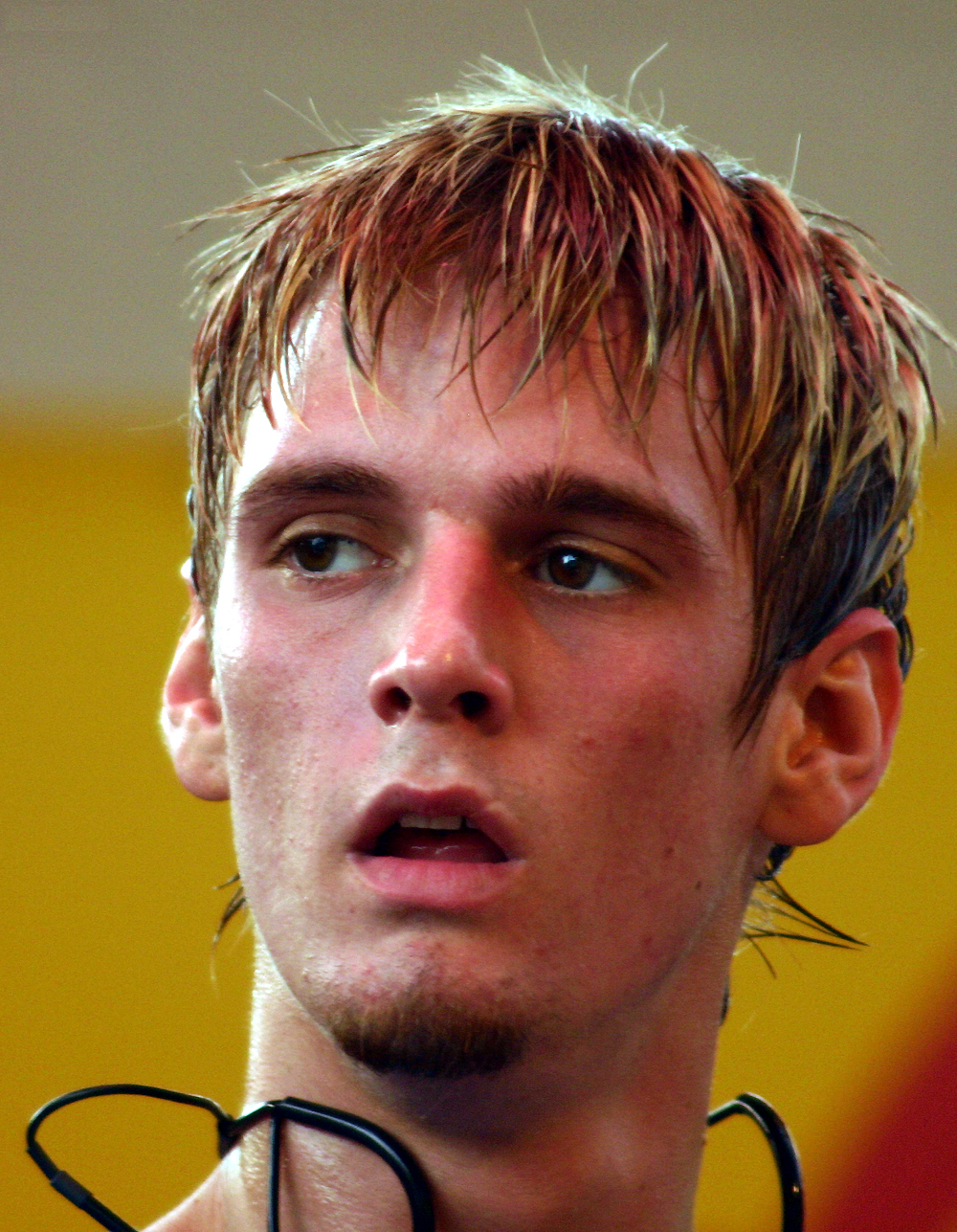
Aaron Carter en 2005.

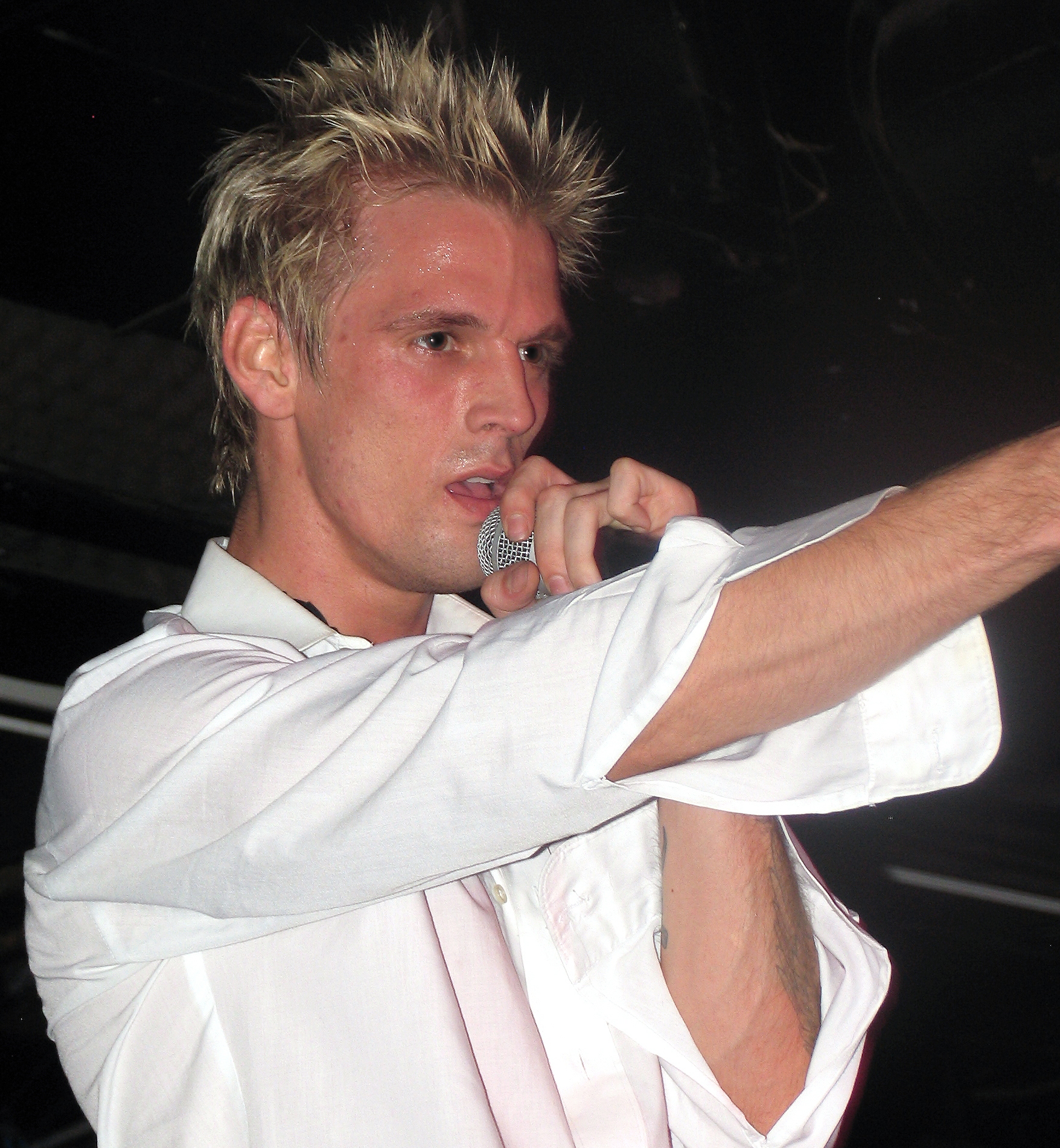
Aaron Carter en 2010.

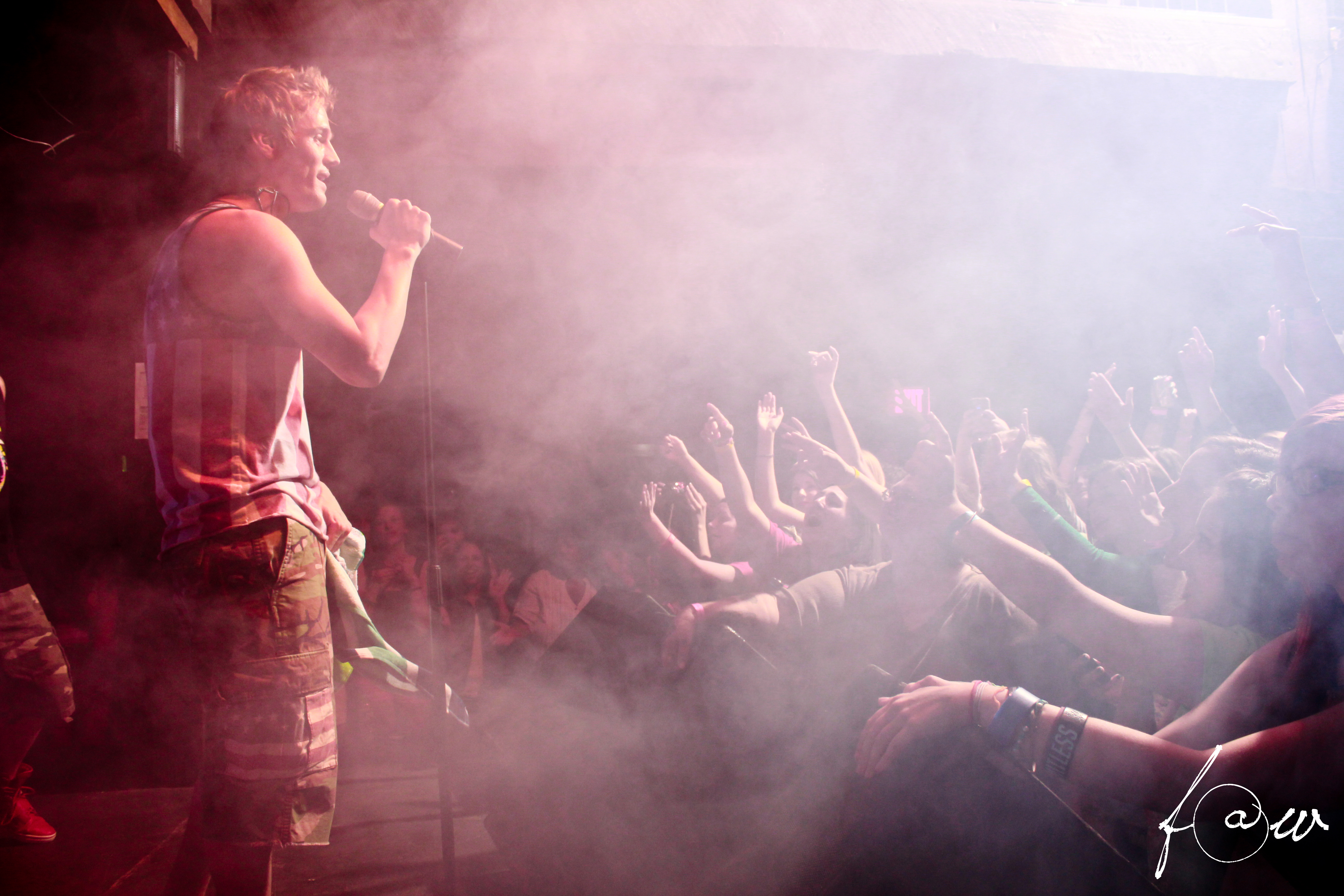
Aaron Carter en 2013.

### Singles
- Crush On You (1997)
- Crazy Little Party Girl (1998)
- Shake It (1998)
- I'm Gonna Miss You Forever (1998)
- Surfin' USA (1998)
- Let The Music Heal Your Soul (1998)
- Children Of The World (1999)
- I Want Candy (2000)
- Aaron's Party (Come Get It) (2000)
- That's How I Beat Shaq (2001)
- Bounce (2001)
- Oh Aaron (2001)
- Not Too Young, Not Too Old (2001)
- I'm All About You (2001)
- Another Earthquake (2002)
- Summertime (2002)
- To All The Girls (2002)
- Do You Remember (2003)
- She Wants Me (2003)
- One Better (2004)
- Saturday Night (2005)
- Dance With Me (2009)
- Planet Rock (2010)
- Perfect Storm (2010)
- Ooh Wee (2014)
- Fool's Gold (2016)
- Sooner Or Later (2017)
- Don't Say Goodbye (2017)
- Pyro (2019)
- Sensational Love (2019)
- Anything (2019)
- So Much To Say (2021)
- Reload The Wesson (2022)
- Demons (2022)
- She Just Wanna Ride (2022)
- Blockbuster (2022)
- Blame It On Me (2022)
- City Of Dream (2023)
- Feel Anything (2024)
- Grateful (2024)
- Recovery (2024)

### Bandes originales de films
- (Have Some) Fun With The Funk : Pokémon The First Movie (1999)
- Iko Iko : The Little Vampire (2000)
- Life Is A Party : Les Razmokets A Paris (2000)
- Leave It Up To Me : Jimmy Neutron Un Garçon Géniale (2001)
- A.C.'s Alien Nation : Jimmy Neutron Un Garçon Géniale (2001)
- Go Jimmy Jimmy : Jimmy Neutron Un Garçon Géniale (2001)
- Little Bitty Pretty One : The Princess Diaries (2001)
- I Just Can't Wait To Be King : Disneymania (2002)
- Through My Own Eyes: Liberty's Kids (2002)
- Get Up On Ya Feet : Kim Possible (2003)
- Saturday Night (Live) : Popstar (2005)
- I Want Candy (Live) : Popstar (2005)
- Enuff Of Me : Popstar (2005)
- One Better (Live) : Popstar (2005)
- Do You Remember (Live) : Popstar (2005)

## VHS / DVDs
- Shake It - The Video {VHS} (1998)
- Private & Personal {VHS} (1998)
- Aaron's Party : The Videos {VHS / VCD / DVD} (2000)
- Aaron's Party : Live In Concert {VHS / VCD / DVD} (2001)
- Oh Aaron : Live In Concert {VHS / VCD / DVD} (2002)

## Tournées

### Têtes D'affiches
- Party Tour (2000-2001)
- Aaron's Winter Party (2002)
- Rock, Rap And Retro Tour (2002)
- Jukebox Tour (2003-2004)
- Remix Tour (2005)
- After Party Tour (2013)
- Aaron Carter's Wonderful World Tour (2014)

### Participations
- Kids Go Music Festival (1998)
- Kids Go Christmas Festival (1998)
- All That! Music And More Festival (1999)
- Radio Disney Live! 2001 World Tour (2001)
- Pop 2000 Tour (2018-2020)

### Première Partie
- Backstreet Boys : Live In Concert Tour (1997) [Allemagne, Suisse, Autriche]
- Backstreet's Back Tour (1998) [USA, Canada]
- Oops!... I Did It Again Tour (2000) [Angleterre, Allemagne]

### Promos
- Eurasian Tour (1998)
- Australian Tour (2000)
- Wal-mart Promo Tour (2000)

## Filmographie

### Séries télévisées
- 1998 : Figure It out : Lui-même (1 Episode)
- 1999 : Zoom : Lui-même (1 Episode)
- 2001 : Lizzie Mcguire : Lui-même (1 Episode)
- 2001 : Rocket Power : Clutch Kroemer (Voix)
- 2001 : Sabrina The Teenage Witch : Lui-même (1 Episode)
- 2002 : 24 Hours Mystery : Lui-même (1 Episode)
- 2002 : Liberty's Kids : Joseph Plumb Martin (Voix) (2 Episodes)
- 2003 : Family Affair : Liam Martin (1 Episode)
- 2004 : 7th Heaven : Harry (2 Episodes)
- 2005 : Penn & Teller : Off The Deep End : Lui-même
- 2006 : House Of Carters : Lui-même (8 Episode)
- 2007 : Grand Stand : Mitch (Episode Non Diffusée)
- 2009 : Dancing With The Stars : Lui-même (5ème Place)
- 2014 : I Heart Nick Carter : Lui-même (1 Episode)
- 2016 : Life Or Debt : Lui-même
- 2016 : Angie Tribeca : P.T. Cruiser (1 Episode)
- 2017 : The Doctors : Lui-même
- 2019 : Marriage Bootcamp : Reality Stars Family Edition : Lui-même (10 Episodes)

### Films
- 2004 : Fat Albert : Darren / the kid
- 2004 : Ella Enchanted : Chanteur sur "Somebody To Love"
- 2005 : Popstar : JD Mcqueen
- 2005 : Supercross : Owen Cole
- 2006 : I Want Someone To Eat Cheese With : Marty
- 2014 : College Fright Night : Brian

### Documentaire
- 2023 : Aaron Carter : L'enfant terrible de la pop (Disney+)
- 2024 : Nick et Aaron Carter : Gloire et tragédie (MAX)